# پیووردین
پیووردین (به انگلیسی: Pyoverdine) یک ترکیب شیمیایی با شناسه پاب‌کم ۴۵۴۷۹۴۲۷ است. شکل ظاهری این ترکیب، جامد است.